# Diego Díaz Núñez
Diego Cristián Nelson Díaz Nuñez (Santiago, Chile, 19 de marzo de 1996) es un futbolista chileno. Juega como Defensa.

## Clubes
| Club                 | País  | Año       |
| -------------------- | ----- | --------- |
| Curicó Unido         | Chile | 2014-2017 |
| Palestino            | Chile | 2017      |
| San Luis de Quillota | Chile | 2018      |
| Deportes Recoleta    | Chile | 2019      |
| Deportes Concepción  | Chile | 2020-2021 |
| Independiente        | Chile | 2021      |